# Forêt de Paimpont
La Forêt de Paimpont (auch Forêt de Broceliande) ist ein ausgedehnter Mischwald der gemäßigten Zone in der östlichen Bretagne, der mit der Artussage in Verbindung gebracht wird.
Die Forêt de Paimpont (frz. für Wald von Paimpont, bretonisch Breselien oder Koed Pempont), bis ins 15. Jahrhundert auch Wald von Brécilien genannt und oft mit Brocéliande, dem mythischen Zauberwald der Artussage, gleichgesetzt, umgibt den Ort Paimpont im Département Ille-et-Vilaine in der Bretagne, etwa 30 km südwestlich von Rennes. Mit einer Fläche von 9000 Hektar ist er Teil eines größeren Waldgebiets, das sich in das benachbarte Départements Morbihan (mit dem Militärgebiet von Coëtquidan) erstreckt und sich insgesamt über eine Fläche von rund 13.500 Hektar ausdehnt. In dem Waldgebiet und in seiner Nähe liegen historische Denkmale wie die Abtei- und Klosteranlage von Paimpont (L'abbaye de Paimpont), das Schloss von Comper und die alte Wasserburg von Trécesson sowie Steinzeitgräber, die mit Sagen um den Zauberer Merlin und die Zauberin Viviane assoziiert werden (Le tombeau de Merlin, L'hotié de Viviane). Auch Naturdenkmale wie die bereits in der mittelalterlichen Sagenliteratur erwähnte Quelle Fontaine de Barenton, eine Val sans Retour genannte Schlucht und der Teich von Paimpont (Étang de Paimpont) liegen in dem Waldareal.

## Lage
Der Wald erstreckt sich hauptsächlich über das Gemeindegebiet von Paimpont, darüber hinaus aber auch auf benachbarte Gemeinden, vor allem Guer und Beignon im Süden, Saint-Péran im Nordosten und Concoret im Norden. Die 7000 Hektar Waldfläche rund um Paimpont sind Reste eines ehemals dichteren und weitaus ausgedehnteren Urwaldes.
Vom höchsten Punkt (258 ü NN) im westlichen Teil, dem sogenannten Hochwald, nimmt die Höhe der Forêt de Paimpont stetig ab und bietet Aussichtspunkte auf das Département Morbihan; vergleichbare Aussichtspunkte gibt es auch im Norden, in der Gemeinde Mauron. Die Straße von Les Forges nach Concoret im äußersten Norden, die durch das Dorf Paimpont führt, grenzt den Hochwald von einem niedrigeren Waldbereich ab, die beide von vergleichbarer Größe sind.

## Geologie
Die Region Paimpont liegt im zentralen Teil des Armorikanischen Massivs, einem westeuropäischen Rumpfgebirge niedriger Höhe (maximal 400 m), das durch abgeflachte, teils stark erodierte Oberflächen gekennzeichnet ist und das Ergebnis einer komplexen Orogenese ist, die auf drei Gebirgsbildungsphasen zurückgeht, deren jüngste, vornehmlich im Devon (ca. 420–300 Mio. Jahre) die heutige Landschaftsgestalt besonders prägt.
Im Gesteinssockel des Waldes von Paimpont sind drei Gesteinsarten vorherrschend, die teilweise auch in Klippenformationen oder Verwerfungen zutage liegen: der Brioverian-Schiefer, die violetten Platten von Montfort und der Armorikanische Sandstein.

## Flora und Fauna
Das Gesamtgebiet bildet ein Landschaftsmosaik aus Baumbeständen, Mooren, Teichen (einschließlich der für die Metallindustrie angelegten Wälder von Perray und Forges), eingestreutem Ackerland und anthropogenen Biotopen. Der ursprüngliche Wald ist ein Eichen-Buchen-Mischwald, der jedoch vielerorts stark degradiert ist: mittelalterliche Klosterrodungen, die Schmiedeindustrie, die seit dem 17. Jahrhundert Holz als Brennstoff (Holzkohle) verbrauchte, und schwere Waldbrände vor allem im ersten Drittel des 20. Jahrhunderts führten zur Degradierung des ursprünglichen Waldmassivs. So entstanden streckenweise regressive Vegetationsreihen (Degradierung des Eichen-Buchenwalds zu Waldkiefern und insbesondere Seekiefernwäldern), beschleunigt auch durch die systematische Aufforstung von Lichtungen und Freiflächen durch Nadelbäume um 1840. In dem Wald leben Hoch- und Niederwild, die seit Jahrhunderten bejagt werden. Bis ins 19. Jahrhundert gab es in dem Wald auch Wölfe. An den Rändern zu Lichtungen horsten Greifvögel wie Bussard, Sperber, Rotmilan sowie Falkenarten, im Wald selbst Nachtgreife, vor allem Schleiereulen.
Die Waldflächen sind z. T. durch Heide- und Moorregionen unterbrochen. Je nach Bodenfeuchtigkeit lassen sich verschiedene Heidearten unterscheiden: Trockenheide, die auf Schwingelwiesen folgt, mit der vorherrschenden Art Glockenheide in Vergesellschaftung mit Ginster und Straußgras sowie Sträuchern, die Vogelarten wie Ziegenmelker, Heidelerche oder Provencegrasmücke, aber auch Smaragdeidechsen beherbergen. Es finden sich auch Pflanzen wie Frühsegge, Pillen-Segge, Kleines Habichtskraut, Felsen-Labkraut, Illyrische Gladiole und, an den exponiertesten Hängen, Wacholder. Auf halber Höhe der Hänge dominiert of mesophile Heide mit Besenheide, oft vergesellschaftet mit Pfeifenstrauch und Adlerfarn. An den unteren Hängen, am Rande von Teichen und Torfmooren oder in kleinen Senken der mesophilen Heiden, findet man Feuchtheiden: Heidekraut, vergesellschaftet mit Zwergginster, Ginster, Kriechweide, kleinem Helmkraut und Sträuchern (Moor-Birke, Faulbaum, Strand-Kiefer). Diese Feuchtheiden enthalten sporadisch seltene Pflanzen wie Moorlilien und Enzianarten.

## Geschichte
Die Forêt de Paimpont ist seit dem frühen Mittelalter durch schriftliche Quellen belegt. Sie wurde schon früh zu Jagdzwecken, zur Bau- und Brennholzgewinnung, sowie zur Köhlerei genutzt.
Der Wald wurde wiederholt für Bauvorhaben der Stadt Rennes abgeholzt, insbesondere im 15. Jahrhundert. So wurden beispielsweise 1419 80 Bäume, die von Gemeindemitgliedern von Plélan und Coganne verkauft wurden, an 187 Arbeitstagen gefällt und von 22 Fuhrleuten nach Rennes transportiert.
1467 verfasste Graf Guy XIV. de Laval einen Bericht, in dem er die Bewirtschaftung des Waldes von Brécilien (der frühere Name des Waldes von Paimpont) beschreibt.
Aufgrund seiner Bedeutung unterstand der Forst vor der Französischen Revolution einer königlichen Gerichtsbarkeit namens „maîtrise des eaux et forêts“. Da das Nutzholz im 17. und 18. Jahrhundert weitgehend zur Versorgung der Hochöfen mit Holzkohle genutzt werden sollte, spielte die Zuteilung erstklassiger Bäume an die Marine eine nebengeordnete Rolle.
Die Bewohner und Anwohner des Waldes besaßen seit Jahrhunderten Waldnutzungsrechte. Dies führte zu Konflikten mit den Eigentümern der Forges de Paimpont (den Schmieden und Hochöfen), was zahlreiche Rechtsstreitigkeiten nach sich zog. Armut und Hungersnot verschärften sich im späten 18. Jahrhundert, wie die Beschwerdebücher der benachbarten Gemeinden belegen. In Gemeinden wie Sérent, Loyat, Guilliers und Concoret stieg die Sterblichkeitsrate. 1788 wurde der „Bürgerkatechismus“ veröffentlicht, der heimlich verkauft und verteilt wurde, und der die schweren sozialen Unruhen ab 1789 vorwegnahm, beispielsweise den Angriff von Bauern auf das Schloss Comper.
Während der Französischen Revolution führte die Abschaffung von feudalen Privilegien zu einer Wiederaufnahme der Rodungen, nachdem viele kommunale Wälder aufgeteilt worden waren. So schrieb der Präfekt des Departements, Monsieur Borie, 1804: „Der Wald von Painpoint ist der größte (im Departement) (...) Die Plünderung durch die [neuen] Nutzer hat ihn in einen Zustand der Zerstörung gebracht, der für die Schmieden nicht mehr ausreicht; die Käufer haben sich beeilt, viele der Hochwälder und Alleen zu zerstören.…“
Im 19. Jahrhundert gehörte der Wald von Paimpont jeweils einem einzigen Eigentümer: Étienne Joseph de Formon von 1841 bis 1855, dem Herzog von Aumale von 1855 bis 1874 und anschließend der Familie Levesque bis 1929.
Die Schmieden von Paimpont waren ab dem 18. Jahrhundert die größten holzbefeuerten Schmiedewerke der Bretagne. Sie waren bis zum Ende des 19. Jahrhunderts in Betrieb. Ihre Gründung wurde durch die Nähe eines Eisenerzvorkommens, welches im Tagebau erschlossen wurde, durch das Vorhandensein eines bedeutenden hydrographischen Netzes und die gute Versorgung mit lokal produzierter Holzkohle ermöglicht. Der Wald wurde jedoch allmählich übernutzt, um den Holzkohlebedarf der Schmieden zu decken.

## Legenden und Tourismus
Baron Aymé-Rodolphe-Marie du Taya (1783–1850), Autor des 1839 erschienenen Buches ‘Brocéliande, ses chevaliers et quelques légendes’ (‘Brocéliande, seine Ritter und einige Legenden’), war ein leidenschaftlicher Verfechter der Verortung des sagenumwobenen Waldes von Brocéliande im heutigen Wald von Paimpont. Das Buch kam sowohl in Frankreich als auch in anderen europäischen Ländern einer romantischen Neuentdeckung des Artussagenkreises entgegen. Er ließ das Herrenhaus Taya in Néant erbauen, kaufte 1825 das Herrenhaus in der Rue Neuve in Tréhorenteuc und blieb dessen Besitzer bis 1847.
Aus touristischer Sicht profitierte der Wald von Paimpont von seiner sich Mitte des 19. Jahrhunderts auch im öffentlichen Bewusstsein verstärkt durchsetzenden Verbindung mit dem imaginären Wald von Brocéliande, in dem die Legende viele Abenteuer der Tafelrunde König Arthurs und deren Nebensagen verortet. Die Vorstellung von der Existenz eines großen zentralen Waldes im Herzen von Armorica vertrat auch der „bretonische Lavisse“, der Historiker Arthur de La Borderie, für den sich der Wald „vom Ort der heutigen Stadt Montfort bis zu dem von Rostrenen oder in der Nähe erstreckte“.
Auch der Abbé Henri Gillard († 1979), Priester in Tréhorenteuc, trug stark zur Verbindung der Artus-Mythologie und des Waldes bei, indem er Orte wie den Arbre d‘Or und den Miroir aux fées im Val sans Retour (auch Val périlleux, gefährliches Tal oder Val des faux amants, Tal der falschen Liebhaber genannt, wohin die Fee Viviane untreue Liebhaber verbannte), den Hotié de Viviane (Haus der Viviane) und den Siège de Merlin auf den Höhen als Schauplätze der Artussagen bestimmte und damit die Forêt de Paimpont und den Zauberwald Brocéliande ineins setzte.
Beflügelt durch den Boom von Fantasy-Literatur und Filmen seit der Mitte des letzten Jahrhunderts, vor allem solchen, die auf dem Arthurischen Sagenkreis beruhen, übt der Wald eine starke Anziehungskraft auf Menschen aus, die auf der Suche nach ‘Originalschauplätzen’ und nach magischen Orten sind. Auch Anhänger des Neuheidentums, aus der Druiden- und Wicca-Szene, treffen sich in der Forêt de Pompaint regelmäßig, was gelegentlich zu Spannungen mit Waldbesitzern und Anrainern führte. Die Anhänger dieser Kulte sind in der Regel nicht in der Region heimisch. Zwar herrscht Toleranz, doch sind die Beziehungen zu den Waldbesitzern, insbesondere hinsichtlich bestimmter bemerkenswerter Bäume, eher heikel.
Zudem unterminieren Tendenzen zum Massentourismus, wie mit Reisebussen herangeführte Besucher, die Aura der legendären und historischen Orte im Wald, deren mythische oder romantische Anmutung dadurch verloren geht. Das lokale Hotelgewerbe und die Gastronomie profitieren wirtschaftlich vom Tourismus, favorisieren und bewerben aber ganz überwiegend einen sanften Individualtourismus.

## In der bildenden Kunst
Zahlreiche Landschaftsmaler haben sich von der Forêt de Paimpont inspirieren lassen. Hierzu zählen Charles Menneret (1876–1946), François Hamon (1887–1931) und Pierre Roy (1880–1950). Angeregt durch Alfred Lord Tennysons Gedichtzyklus 'Idylls of the King' schuf Gustave Doré Buchillustrationen der weiblichen Hauptfiguren (Énide, Viviane, Élaine und Guenièvre).
1867 malte Doré auch ein Ölbild Viviane et Merlin; der Schauplatz der Begegnung der beiden im Bild dargestellten Zauberkundigen ist die Forêt de Brocéliande.
Auch surrealistische Künstler haben sich mit der Aura des Waldes und seiner sagenhaften Geschichte auseinandergesetzt, so André Masson und René Magritte (Massif forestier de Paimpont, 1963).
Im Wald von Brocéliande, in Tréhorenteuc, befindet sich auch die einzige Kirche der Welt, welche der Gralslegende gewidmet ist, und die auf Initiative des Abbé Henri Gillard, der keltische und christliche Religiosität verschmelzen wollte, von den deutschen Kriegsgefangenen Karl Rezabeck und Peter Wisdorf in Zusammenarbeit mit Gillard ausgestaltet wurde. Dem Maler Karl Rezabeck standen Dorfbewohner für seine symbolisch-esoterische Malerei Modell, Hintergrund seiner Bilder bilden oft Motive der Forêt de Paimpont.